# 起業公債
起業公債（きぎょうこうさい）は、明治時代、殖産奨励、士族授業のために発行された公債である。

## 概要
明治時代、国民から募集された公債の最初である。明治11年3月、内務卿大久保利通の建議によって廟議は1250万円の内国債を募ることに決し、5月1日、起業公債証書発行条例を達して、第一国立銀行、三井銀行に事務取扱を命じた。証書額面は100円、発行価格は80円、利子は年6分。公衆は先をあらそうように応じて、最終申込日の8月31日にはほとんど予定額に達した。政府はこれを築港、道路の開鑿、開墾、鉱山鉄道建設および改良に充当し、内治の基礎がこれでようやく成ったとされる。